# Luciana Santos
Luciana Santos est une femme politique brésilienne née le 29 décembre 1965 à Recife. Elle est présidente du Parti communiste du Brésil depuis 2015 et ministre des Sciences, de la Technologie et de l'Innovation depuis le 1er janvier 2023 dans le gouvernement Lula da Silva III.

## Biographie
Luciana Santos a un diplôme d'ingénieure en électrotechnique obtenu à l'université fédérale du Pernambouc.
En 2015, elle est élue présidente du Parti communiste du Brésil, devenant la première femme à occuper ce poste. Elle est réélue en 2017 et en 2021.
Elle est députée fédérale pour l'État du Pernambouc de 2011 à 2019.
En décembre 2022, elle est nommée ministre des Sciences, de la Technologie et de l'Innovation dans le gouvernement Lula da Silva III.